# بهمن (سیگار)
سیگار بهمن یک برند سیگار ایجاد شده در ایران است که در حال حاضر توسط شرکت دخانیات ایران تولید می‌شود. مالک فعلی این برند شرکت دخانیات ایران است. استان تهران، گیلان و آذربایجان غربی محل بزرگترین کارخانجات تولید سیگار بهمن است. علت نام‌گذاری برند «بهمن»، وقوع انقلاب ۵۷ در این ماه بوده است.

## تاریخچه
سیگار بهمن که توسط بسیاری از افراد به عنوان محبوب‌ترین برند ایرانی شناخته میشود، از اواخر دهه پنجاه شمسی و به ‌دنبال قرارداد شرکت دخانیات ایران با شرکت سوئیسی REEMTSMA CIGARETTEN AG (زیر مجموعه REEMTSMA آلمان غربی) وارد بازار ایران شد. شورای انقلاب جمهوری اسلامی ایران در جلسه مورخ ۱۵/۴/۱۳۵۹ بنا به پیشنهاد وزارت صنایع و معادن تصویب نمودند که شرکت دخانیات ایران مجاز است نسبت به تنظیم و امضاء قرارداد لازم شرکت سوئیسی REEMTSMA CLGARETTEN, A. G اقدام نماید. در ابتدا سیگار ساخته شده‌ بهمن با برچسب "ساخت ایران" وارد میشد؛ اما پس از اتخاذ سیاست جایگزینی واردات، تصمیم گرفته شد کارخانه سیگارسازی جدیدی با ظرفیت اسمی ۲۱ میلیارد نخ سیگار خریداری شود که پس از برپایی در شهر رشت، در سال ۱۳۷۳ آغاز به کار کرد. این کارخانه در ابتدا از خرمن وارداتی سیگار بهمن برای تولید محصولات خود استفاده میکرد اما از سال ۱۳۷۴ شرکت تصمیم گرفت با خرید توتونهای مورد نیاز، به ساخت سیگارهای اسانسدار اقدام کند.

## انواع
این سیگار انواع مختلفی دارد مانند:
- سیگار بهمن سوئیسی (توقف تولید)
- بهمن فول فلیور (هارد)
- بهمن فول فلیور (سافت)
- بهمن کتابی
- بهمن متوسط
- بهمن کوچک
- بهمن اولترا لایت
- بهمن لایت
- بهمن سوپر اسلیم آبی
- بهمن سوپر اسلیم مشکی
- بهمن نانوتک بلک[۱۰]

## بازارها
تولیدات شرکت دخانیات ایران و به‌طور مشخص، سیگار بهمن در کشورهای روسیه، پاکستان، ترکیه، عراق، جمهوری آذربایجان، افغانستان، اردن، مالزی، اتریش، آفریقای جنوبی و… به فروش می‌رسد.